# 大竹彩加
大竹 彩加（おおたけ あやか、1996年3月4日 - ）は、北海道放送（HBC）のアナウンサー。

## 人物
埼玉県新座市出身。首都大学東京都市教養学部理工学系生命科学コース卒業、首都大学東京（現在の東京都立大学）の大学院を修了。首都大学東京ミスキャンパスコンテスト準グランプリ。
所属研究室の指導教員や後輩から絶大な支持を集めている。大学と大学院ではアジサイの萼片による昆虫誘引作用への影響について研究をしていた。
2020年4月に入社し、新人研修の一環で報道部に配属。9月より正式にアナウンス部に配属となった。同期のアナウンサーは本間吏成。
趣味は温泉巡り、旅行、ポケモンGO。特技は茶道、華道。好物はトマトと生ハムと二郎系ラーメン。

## 現在の出演番組

### テレビ
- 今日ドキッ!（リポーター）（2023年4月 - ）
- HBCニュース（不定期）
- ブラキタ 毎月最終土曜放送（2023年4月 - ）
- 夜のブラキタ（2022年10月 - ）

### ラジオ
- ウチらの時代

## 過去の出演番組

### テレビ
- いまなにしてる?（2021年10月 - 2022年9月）

### ラジオ
- Fledge!!（毎週水曜、金曜担当）